# Aristeus antennatus
Aristeus antennatus (Risso, 1816), nome comune gambero viola, è un crostaceo decapode appartenente alla famiglia Aristeidae, proveniente dall'oceano Atlantico e dal mar Mediterraneo.

## Descrizione
Il corpo difficilmente supera i 22 cm. La colorazione è rossa pallida, spesso con sfumature violacee; insieme ai tre denti sulla parte superiore del rostro essa permette la distinzione con Aristaeomorpha foliacea, dal colore più intenso. Quattro paia di zampe terminano con una chela.

## Biologia

### Alimentazione
Si nutre di altre specie di invertebrati marini, in particolare crostacei e molluschi. Tra i crostacei preda soprattutto di isopodi (Natatolana borealis), anfipodi (Phrosina semilunata, Ampelisca sp.), gamberi (Calocaris macandreae), granchi (Liocarcinus depurator) e altri come Leptognathia sp., Diastylis sp., Vibilia armata, Euphausia sp., Leucon longirostris. Tra i molluschi si nutre di bivalvi, prevalentemente Nucula sp. e Abra longicallus.

### Predatori
È preda di naselli, del pesce abissale Alepocephalus rostratus e dello squalo Dalatias licha.

### Riproduzione
La riproduzione avviene tra primavera e estate.

## Distribuzione e habitat
È diffuso in tutto il mar Mediterraneo, dove si trova lungo le coste di Grecia, Italia, Portogallo, Marocco, Israele, Tunisia, Spagna e nell'est dell'oceano Atlantico; è stato segnalato anche nell'oceano Indiano.
Vive in zone con fondali molli, di solito fangosi, fino a 1440 m di profondità, anche se durante la notte si sposta verso la superficie.

## Pesca
Questa specie viene pescata spesso nel Mediterraneo, anche se meno frequentemente del gambero rosso, perché è apprezzata in cucina. Per catturarla vengono utilizzate reti a strascico.